# ABA All-Star Game MVP
De ABA All-Star Game Most Valuable Player was een Amerikaanse basketbalprijs die werd uitgereikt door de American Basketball Association aan de beste speler tijdens de ABA All-Star Game. De prijs werd uitgereikt van 1968 tot 1976.

## Erelijst
| Seizoen | Speler          | Positie | Club                   |
| ------- | --------------- | ------- | ---------------------- |
| 1967/68 | Larry Brown     | G       | New Orleans Buccaneers |
| 1968/69 | John Beasley    | F/C     | Dallas Chaparrals      |
| 1969/70 | Spencer Haywood | F/C     | Denver Rockets         |
| 1970/71 | Mel Daniels     | C       | Indiana Pacers         |
| 1971/72 | Dan Issel       | C/F     | Kentucky Colonels      |
| 1972/73 | Warren Jabali   | G/F     | Denver Rockets         |
| 1973/74 | Artis Gilmore   | C       | Kentucky Colonels      |
| 1974/75 | Freddie Lewis   | G       | Spirits of St. Louis   |
| 1975/76 | David Thompson  | G/F     | Denver Nuggets         |

## Winnaars per club
| Aantal | Club                   | Jaren            |
| ------ | ---------------------- | ---------------- |
| 3      | Denver Rockets/Nuggets | 1970, 1973, 1976 |
| 2      | Kentucky Colonels      | 1972, 1974       |
| 1      | New Orleans Buccaneers | 1968             |
| 1      | Dallas Chaparrals      | 1969             |
| 1      | Indiana Pacers         | 1971             |
| 1      | Spirits of St. Louis   | 1975             |